# Gare de Montendre
Gare de Montendre vasútállomás Franciaországban, Montendre településen.

## Vasútvonalak
Az állomást az alábbi vasútvonalak érintik:
- Chartres–Bordeaux-vasútvonal

## Kapcsolódó állomások
A vasútállomáshoz az alábbi állomások vannak a legközelebb:
- Gare de Fontaines-d'Ozillac
- Gare de Bussac